# Миколаївка (зупинний пункт, Одеська дирекція Одеської залізниці)
Микола́ївка — пасажирський залізничний зупинний пункт Одеської дирекції Одеської залізниці на лінії Побережжя — Мигаєве.
Розташований у селі Миколаївка Перша Подільського району Одеської області між станціями Подільськ (5 км) та Побережжя (2 км).
На платформі зупиняються приміські поїзди.